# Fokker PW-5
Fokker PW-5 (Fokker định danh là Fokker F VI) là một loại máy bay tiêm kích của Hà Lan trong thập niên 1920.

## Quốc gia sử dụng
Hoa Kỳ
- Cục Không quân Lục quân Hoa Kỳ

## Tính năng kỹ chiến thuật (PW-5)
Dữ liệu lấy từ The Complete Book of Fighters
Đặc tính tổng quát
- Kíp lái: 1
- Chiều dài: 26 ft 1 in (7,95 m)
- Sải cánh: 39 ft 5 in (12,01 m)
- Chiều cao: 9 ft 0 in (2,74 m)
- Diện tích cánh: 247 foot vuông (22,9 m2)
- Trọng lượng rỗng: 1.935 lb (878 kg)
- Trọng lượng có tải: 2.686 lb (1.218 kg)
- Động cơ: 1 × Wright-Hispano , 300 hp (220 kW)

Hiệu suất bay
- Vận tốc cực đại: 144 mph (232 km/h; 125 kn) trên mực nước biển
- Thời gian bay: 2 h
- Vận tốc lên cao: 1.585 ft/min (8,05 m/s)

Vũ khí trang bị

- Súng: 2× súng máy.30 in (7,62 mm)
- Bom: bom